# Keratoisis palmae
Keratoisis palmae är en korallart som först beskrevs av Wright och Studer 1889.  Keratoisis palmae ingår i släktet Keratoisis och familjen Isididae. Inga underarter finns listade i Catalogue of Life.